# Capella Istropolitana
La Capella Istropolitana es una orquesta de cámara fundada en 1983 en Bratislava, Eslovaquia, por miembros de la Orquesta Filarmónica Eslovaca.

## Conciertos
La orquesta ha actuado en varios países de Europa y en Estados Unidos, Canadá, Corea del Sur, China, Egipto, Israel, Nueva Zelanda, Perú, Chile, Uruguay y Argentina. Ha intervenido en festivales como el Schleswig-Holstein, en el norte de Alemania, el Primavera de Praga, en República Checa, el Festival de Estrasburgo, en Francia, el Carinthischer Sommer, el Rheingau Festival, el Ludwigshafen, Niza, Nancy, Murten o Berna.
Su repertorio incluye obras barrocas, clásicas, románticas y del Siglo XX.
La orquesta no tiene director titular y es dirigida por su concertino, el violinista Robert Marecek, desde 1996.

## Grabaciones
Es una de las orquestas que más ha grabado en los últimos años habiendo realizado más de 90 grabaciones, aunque por medio de reediciones está presente en unos 250 CD. Las reediciones se encuentran habitualmente en colecciones temáticas editadas en los sellos discográficos sobre el Barroco, Bach, Haydn, Mozart o Beethoven, ópera o música cinematográfica. Además de ser especialistas en los periodos barroco y clásico, tienen grabaciones de Brahms, Dvořák, Elgar, Britten, Respighi, Prokófiev, Bartok y Stravinsky. Algunas de ellas han alcanzado un gran reconocimiento y popularidad  disponiendo de dos discos de platino. La mayoría de sus grabaciones han sido editadas en el sello Naxos Records, aunque también en Erato Records o Brilliant Classics.

## Premios y reconocimientos
- En 1991 el Ayuntamiento de Bratislava distinguió su trayectoria nombrándola Orquesta de Cámara de la Ciudad de Bratislava.